# Остаточные напряжения
Остаточные напряжения  —  упругая деформация и соответствующее ей напряжение в твердом теле при отсутствии действия на него механического воздействия извне.
Остаточное напряжение возникает в материале в процессе его термообработки, переходе из жидкого состояния в твёрдое, при механической обработке, сварке и др. Остаточные напряжения в пластмассе, металле, стекле присутствуют всегда. Причиной возникновения остаточных напряжений является неоднородность деформированного состояния твердого тела из-за различного изменения в разных местах его длины или объема.
Возникновение остаточных напряжений при переходе материала из жидкого состояния в твердое объясняется тем, что затвердевание начинается в поверхностных слоях и сопровождается усадкой. Опережение затвердевания наружного слоя приводит к возникновению в нем внутренних напряжений растяжения. 
Остаточные напряжения могут быть сделаны в конструктивных целях (самораскрывающиеся космические антенны) или быть вредными. Вредные остаточные напряжения являются скрытым дефектом.   Для их уменьшения принимается комплекс мер.

## Классификация
Остаточные напряжения в зависимости от их размеров делятся на:
- Остаточные напряжения 1-го рода в размерах, сравнимых с размерами всего тела;
- Остаточное напряжение 2-го рода или микроскопические, в размерах, сравнимых с размерами зерен металла. Микроскопические напряжения изучаются рентгенографическими методами;
- Остаточное напряжение 3-го рода или субмикроскопические искажения, в размерах, сравнимых с размерами атомно-кристаллической решетки.

Вредные остаточные напряжения (чаще растягивающие) приводят к разрушению изделия, появлению в нем трещин, ускорению образования коррозии. Полезные напряжения, чаще сжимающие, повышают упругость изделия, выносливость, увеличивают коррозионную стойкость.

## Остаточные напряжения при сварке
В процессе сварки конструкции при остывании металла в нем возникают напряжения вызванные неодинаковым нагревом основного и наплавленного металлов, усадкой металла после сварки, структурными изменениями в металле из-за нагрева и быстрого охлаждения, изменением растворимости газов в сварном шве при его охлаждении.  Внутренние напряжения способствуют как деформации или разрушению сварного изделия. Для устранения остаточных напряжения проводятся конструктивные и технологические мероприятия. 
Конструктивные мероприятия:
- В качестве основного металла выбирается металл, не образующий закалочных структур при остывании на воздухе. Металл электродов должен иметь пластические свойства которого не ниже пластических свойств основного металла.
- В процессе сварки нельзя допускать концентрацию швов и их пересечения.
- При сварке следует избегать швов в виде замкнутых контуров. Это увеличивает плоскостную напряженность.
- Следует избегать сварочных косынок, накладок приводящих к увеличению плоскостных напряжений.
- При сварке необходимо отдавать предпочтение стыковым швам, являющимися менее жесткими. В них концентрация силовых напряжений намного меньше, чем в угловых швах.
- В процессе проектирования сварных конструкций надо предусматривать возможность изготовления отдельных сварных узлов, которые потом можно было бы соединять в общую конструкцию. Это в целом снижает плоскостную напряженность.

Технологические мероприятия:
- Предварительный и сопутствующий подогрев изделий в процессе варки;
- После сварки горячий металл проковывают;
- Отпуск после сварки снижает остаточные напряжения на 85-90%;
- Прокатка сварных швов.

## Использование
Остаточное напряжение используют для изготовления пружин, самораскрывающихся антенн, металлических рулеток и других изделий. При этом проводят отпуск металла. Остаточные напряжения обычно возникают при закалке в результате термической обработки.